# 斑紋腔吻鱈
斑紋腔吻鱈，為輻鰭魚綱鱈形目鼠尾鱈科的其中一種，分布於世界三大洋海域，深度73-1086公尺，體長可達50公分，屬深海底棲性魚類，棲息在底中層水域，以橈腳類、軟體動物、棘皮動物等為食，生活習性不明，可做為食用魚。